# 集札
集札（しゅうさつ、英語: fare collection）とは、列車・バスなどで、駅員・乗務員が旅客（乗客）から運賃や使用済みの乗車券などを回収すること。

## 概要
乗車券や運賃・整理券を回収するほか、定期券や一日乗車券などを利用して乗車した乗客の場合は降車時にそれが有効かチェックする。また、乗車券の有効区間外まで乗り越した乗客の不足賃の精算も兼ねている。ワンマン運転を行っている事業者では集札のために運賃箱を導入していることが多い。
なお、均一運賃を採用している鉄道・バス・路面電車などでは運賃を乗車時に支払う場合が多いため、その場合は集札を省略している。
鉄道路線の場合、集札は駅の改札口で行われることが多い。自動改札機を設置している駅では自動改札機で集札する。集札機能のある自動改札機が無い無人駅では車掌が列車内で行うか、駅に設置された集札箱（切符入れ）に投入する。特急列車の場合は車内で特急券を集札する場合がある。ワンマン運転の場合、集札口がない駅では車内で運転士が行う場合が多いが、路線によっては運転士は集札を行わず駅で集札（または集札箱に投入）することもある。
バス・路面電車の場合、そのほとんどがワンマン運転のため集札は運転士が行うことが多いが、車掌やバスターミナルの係員が行う場合もある。路面電車の連接車では運転士・車掌ともに集札を行うこともある。

## 集札された乗車券の行方
事業者によって対応が異なる。

### 再生利用
JR旅客各社などは、各駅で無効印などを押印し、本社の審査部などに送り、専門の部署で利用傾向や不正の有無などをチェックしたあと、磁気券は裏面の磁気部分が剥がされ、業務用トイレットペーパーなどに再生される。プラスチック素材のカード類は「駅のベンチ等へ再生」「製鉄所で高炉の還元剤として使用」といった形で利用される例がある。
- 再生利用する会社の例
  - JR東日本
  - JR西日本
  - 名古屋鉄道
  - 東急電鉄[1]

### 廃棄
規模がそれほど大きくない私鉄などでは、チェックを終えると不正利用防止の為そのままシュレッダーなどで裁断し、可燃ごみの産業廃棄物として廃棄してしまう。
- 廃棄する会社の例
  - 広島高速交通

### 運賃箱の場合
なお運賃箱によって運賃収受を行う方式の鉄道・バス会社の場合、紙幣による運賃支払いがほとんどないため（あるとしても千円札だが、高額運賃の場合は事前に乗車券を購入している場合がほとんど）、車両基地などに専用の機械が設けられており、ここに運転士が金庫の中身を投入すると、扇風機に似たファンが風を起こして、乗車券・整理券と現金を分別する。
分別された乗車券・整理券の処理方式は前述2つのうちのいずれかの方法で処分される。

## その他
| 無効印が押された乗車券の例 |  | 使用済みの特急券に穴が開けられた例（右上の穴）。この例では使用済を示すスタンプも押印されている |
| 無効印が押された乗車券の例 |  | 使用済みの特急券に穴が開けられた例（右上の穴）。この例では使用済を示すスタンプも押印されている |

鉄道営業法第18条2項には「有効の乗車券を所持せず又は乗車券の検査を拒み又は取集の際これを渡さざる者は鉄道運輸規程の定むる所に依り割増賃金を支払うべし」（原文カタカナ）と明記されており、使用後の乗車券は鉄道事業者に引き渡すことが原則である。切符を欲しい旨を伝えれば無効印が押されて切符がもらえるケースもある。
主にJR線の駅などでは、不正使用防止のために無効印とあわせて切符に穴が開けられることがある。これは特に、乗車券の券面に無効印を押す際に、乗車から降車まで自動改札機を一切利用していない場合（つまり乗車券を自動改札機に通した際に開けられる穴が開いていない場合）、無効印が押されただけでは券面上は使用済みとなっていても磁気情報上では入場記録も出場記録も一切ない謂わば未使用状態になっており、これを再度改札機に通すことによって不正に二重使用することが出来てしまうためである。また入場時に自動改札機を利用していたとしても、磁気情報上では入場記録が入っているため再び出場する際に二重使用が可能な状態にある。
この処置により、改札機では券面の無効印を読み取ることが出来なくても切符に穴が開いているため、改札機に通すと不正判定がなされて扉が閉まる仕組みになっている。
ただし最近はこの限りではなく、自動改札機を利用できないきっぷ類であっても穴が開けられる場合がある。
いずれに関しても、駅によって対応は様々である。